# Heber Oliveira
Heber Oliveira (sinh ngày 11 tháng 3 năm 1983) là một cầu thủ bóng đá người Brasil.

## Sự nghiệp câu lạc bộ
Heber Oliveira đã từng chơi cho FC Tokyo.